# Orthosia dusenii
Orthosia dusenii là một loài thực vật có hoa trong họ La bố ma. Loài này được (Malme) Fontella mô tả khoa học đầu tiên năm 1990.